# Contrabas

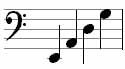
Stemming van de contrabas

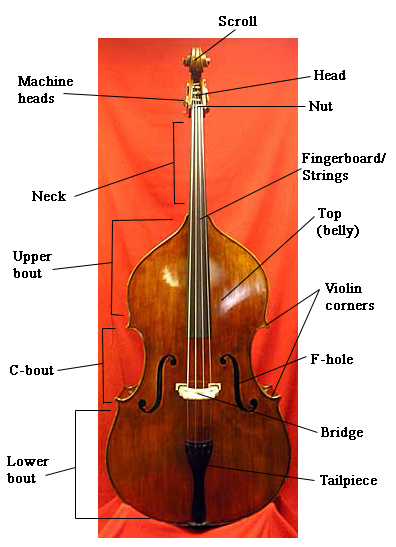
Contrabasdiagram

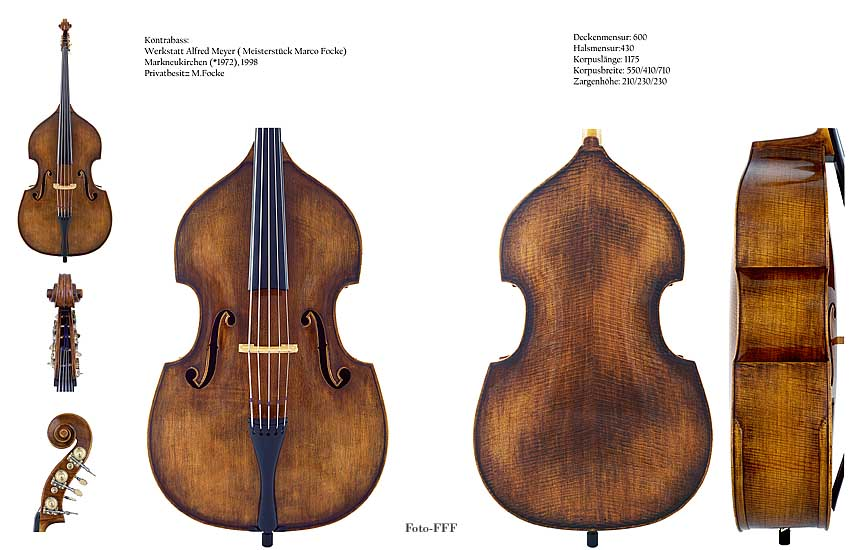
Contrabasonderdelen

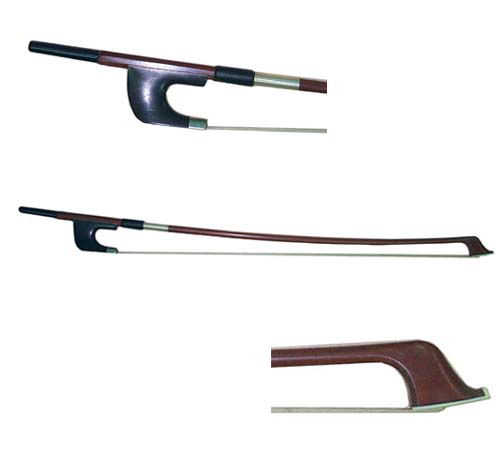
Duitse of onderhandse strijkstok

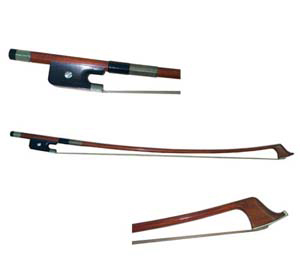
Franse of bovenhandse strijkstok

De contrabas, ook staande bas of kortweg bas genoemd, is het laagstklinkend muziekinstrument van de strijkinstrumenten.

## Oorsprong
Opmerkelijk is dat de contrabas in kwarten gestemd is (’E - ’A - D - G), in tegenstelling tot de viool, die eigenlijk in reine kwinten is gestemd, altviool en cello, die in kwinten gestemd zijn. Er is ook een uiterlijk verschil: de contrabas heeft afhangende schouders. Deze verschillen vinden hun oorsprong in de afkomst van de contrabas. De contrabas, zoals wij die vandaag kennen, stamt uit de familie van de viola da gamba, terwijl de viool en de cello uit de vioolfamilie komen. Het equivalent van de contrabas in de vioolfamilie is de violone, die wél in kwinten is gestemd, en een bereik heeft dat een octaaf lager ligt dan de violoncello (de naam violone betekent "grote viool", violoncello "kleine grote viool"). De gambafamilie werd in kwarten gestemd, de contrabas dus ook. Doordat de stemming in kwarten een gemakkelijkere bespeling mogelijk maakt dan een kwintenstemming, is de contrabas sinds de tweede helft van de 19e eeuw meer in gebruik dan de violone. De viersnarige variant van de gamba, de contrabas zoals we hem nu kennen, werd voor het eerst in 1782 gebouwd.

## Gebruik
De contrabas werd ook gebruikt als een octaaf lagere verdubbeling van de violoncello (vandaar ook de Engelse benaming double-bass). Dit is onder andere het geval bij basso-continuospel. Omdat de laagste snaar van een cello een C (do) is, bestaat in dat geval de behoefte aan een lage C. Soms wordt aan de vier snaren van de contrabas een vijfde snaar toegevoegd. Dit is dan een lage B (si) of een lage C. Sommige viersnarige contrabassen zijn voorzien van een zodanige uitbreiding van de toets naar de krul dat de laagste snaar als C-snaar gestemd kan worden. Deze uitbreiding heet een do-extensie (C-extension). De lage C (do) is hiermee te spelen zonder een vijfde snaar aan de bas toe te voegen. Doordat de extra lange C-snaar bij de Engelse modellen over de krul loopt, wordt het stemmen wel bemoeilijkt. Een klem (capo) zorgt bij 'normaal' gebruik voor een verkorting tot de gebruikelijke E (mi). Soms wordt een hoge-C-snaar toegevoegd (waarbij -bij een viersnarige bas- de lage E-snaar afwezig is).
De ambitus van de contrabas ligt voor een solist rond de vijf à zes octaven. Vooral bij solowerken worden flageoletten veel toegepast waardoor het bereik groter wordt. In de meeste orkestpartijen komt een contrabas zelden over de drie octaven.
In veel muziekstijlen wordt de contrabas gebruikt zoals jazz, klassieke muziek, popmuziek, psychobilly, zigeunermuziek en  klezmer. De functie van de contrabas kan - wanneer het voornamelijk om tokkelen (bij een contrabas plukken genoemd) en niet om aanstrijken gaat – ook door een basgitaar worden vervuld. Dit klinkt echter heel anders door de langere toonduur (sustain) van een basgitaar.
Op basis van het akkoordenschema zijn wisselnoten makkelijk te vinden door de snaar ernaast te pakken (G-akkoord: g/d enzovoorts).
In Hongaarse volksmuziek wordt meestal de laagste snaar weggelaten en de doorgaans metalen snaren vervangen door ouderwetse darmsnaren. De contrabas ronkt dan beter en er zijn door het kletteren van de snaar tegen de toets ritmische effecten mogelijk. Ook in de jazzmuziek worden soms darmsnaren gebruikt vanwege hun aparte (diepe maar doffe) geluid.

## Werken
Voor contrabas zijn veel solowerken geschreven. Enkele virtuozen op de contrabas waren Giovanni Bottesini en Karl Ditters von Dittersdorf, die zelf ook een aantal van de bekendste contrabasconcerten hebben geschreven. In de orkestpartijen kwam een verschuiving van de rol van de contrabas met de symfonieën van Beethoven. Richard Strauss schreef in de romantische periode veeleisende contrabaspartijen in zijn symfonische gedichten en in de 20e eeuw is de rol van de contrabas nooit zomaar een begeleidingsinstrument geweest. De afgelopen decennia zijn er zeer veel contrabasconcerten geschreven.

## Bekende contrabassisten
Bekende klassieke contrabassisten zijn onder anderen: Giovanni Bottesini, Dittersdorf, Domenico Dragonetti en Serge Koussevitzky. Bekende jazzcontrabassisten zijn bijvoorbeeld: Ray Brown, Ron Carter, Paul Chambers, Stanley Clarke, Charles Mingus, Charlie Haden en Niels-Henning Ørsted Pedersen.

## Techniek
Voor bespeling van de contrabas met een strijkstok zijn twee speelwijzen in zwang: de bovenhandse strijktechniek zoals bij viool en cello met gebruikmaking van een Franse of bovenhandse strijkstok, en de onderhandse techniek met een Duitse of onderhandse stok. De contrabas wordt ook vaak zonder strijkstok bespeeld, in klassieke context pizzicato genoemd. 
Buiten de klassieke muziek (o.a. jazz, folk) wordt zelden gebruikt gemaakt van de strijkstok. 
De hoge spanning in de bassnaren maakt dat het kracht kost om met de vingers te spelen. Het spelen met de vingers gebeurt dan ook door met de rechterduim tegen de zijkant van de toets met middelvinger of wijsvinger een knijpbeweging te maken ('plukken'). 
Met de lage tonen geeft de contrabas naast de grondtoon van de harmonie ook de beat aan, waar een drummer dat met de basdrum doet.

## Het instrument
Evenals de cello staat de bas op een uitschuifbare punt. De bespeler (bassist) kan gebruikmaken van een kruk, maar zal zeker bij niet-klassieke muziek doorgaans staan.
| maat | klankkast | mensuur | totaal | gewicht |
| 1/1  | 116 cm    | 1100 mm | 195 cm |         |
| 7/8  | 114 cm    | 1080 mm | 190 cm |         |
| 3/4  | 111 cm    | 1060 mm | 183 cm | 10 kg   |
| 1/2  | 102 cm    | 975 mm  | 168 cm |         |
| 1/4  | 94 cm     | 900 mm  | 152 cm |         |

Het gewicht is mede afhankelijk van de dikte van het gebruikte hout. Meestal zijn (deels) van triplex gebouwde bassen lichter dan massief houten bassen.
Er bestaan ook elektrische contrabassen. Net zoals bij een basgitaar is de klankkast (gedeeltelijk) weggelaten.